# Roodpootvalk
De roodpootvalk (Falco vespertinus) is een kleine valk en behoort tot de familie van de caracara's en valken (Falconidae).

## Kenmerken

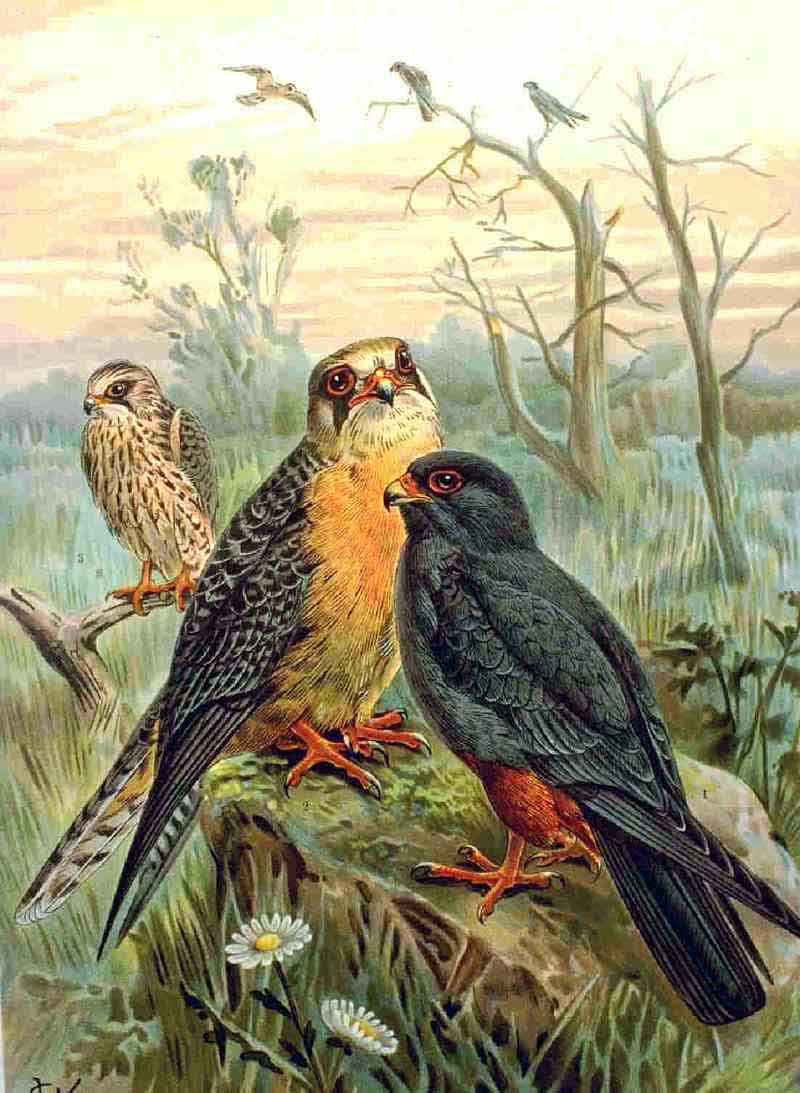
Falco vespertinus
(1905), Naturgeschichte der Vögel Mitteleuropas

De roodpootvalk is 28 tot 34 cm lang en heeft een spanwijdte van 65 tot 76 cm. Qua formaat en silhouet lijkt de roodpootvalk veel op de boomvalk. Het mannetje is donker leigrijs met rood op de anaalstreek. Het vrouwtje heeft een licht roestbruine kop en een blauwgrijze bovenzijde. Onvolwassen vogels hebben een gestreepte borst, geelbruine veerranden, een bruine kopkap en een gebandeerde staart. Ze lijken op onvolwassen boomvalken, maar die hebben geen gebandeerde staart en zijn op de rug veel egaler en hebben een zwarte kopkap.

## Leefwijze
Bij voorkeur worden insecten gegeten zoals sprinkhanen, kevers en mieren. De jongen worden met gewervelde dieren grootgebracht, onder andere hagedissen en juist uitgevlogen zangvogels.

## Voortplanting
De eieren zijn geel met bruine vlekjes.

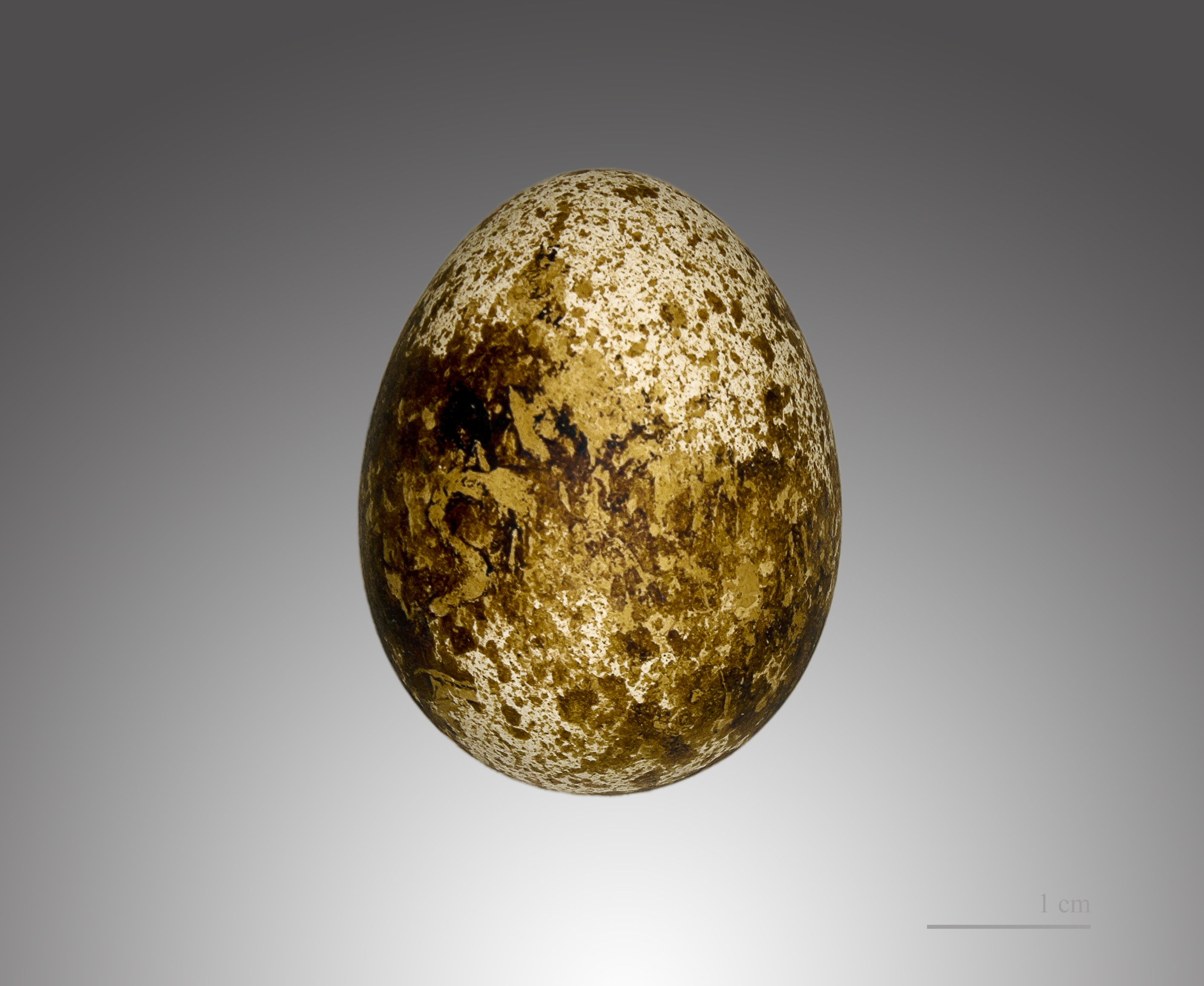
Ei

## Verspreiding en leefgebied
Het verspreidingsgebied van de roodpootvalk is Oost-Europa en Azië. Overwinteren doet deze soort in zuidelijk Afrika met een voorkeur voor Zimbabwe, Botswana, Namibië en Angola. Als leefgebied gelden gras- en bossteppen, hoogveengebieden, rivierdalen en open plekken in bossen.

## Status als beschermde vogelsoort
De roodpootvalk gaat in het broedgebied in Oost Europa in zorgwekkend tempo achteruit, plaatselijk met 30% in tien jaar. De grootte van de populatie wordt geschat op 287.500 tot 400.000 individuen. Door veranderingen in landgebruik neemt het aantal grote insecten af, verder wordt de bestrijding van de roek door het gebruiken van gif als oorzaak genoemd. Daarom staat de roodpootvalk als kwetsbaar op de internationale rode lijst.

## Voorkomen in de Lage Landen
In de Lage Landen is de roodpootvalk een doortrekker in zeer klein aantal. Voor 1970 waren er slechts enkele waarnemingen en werd de roodpootvalk gezien als zeer zeldzaam. Na 1970 steeg het aantal waarnemingen, iets wat vooral verband houdt met meer en beter toegeruste waarnemers. De vogels worden in Nederland meestal waargenomen op de voorjaarstrek in de laatste twee weken van mei en veel minder in het najaar tot in oktober. Er zijn grote verschillen tussen de jaren. Meestal gaat het om enkele tientallen, maar bijvoorbeeld in 1968, 1988 en 1992 waren er korte tijd honderden roodpootvalken in Nederland.